# Arnsburger Hof (Frankfurt am Main)

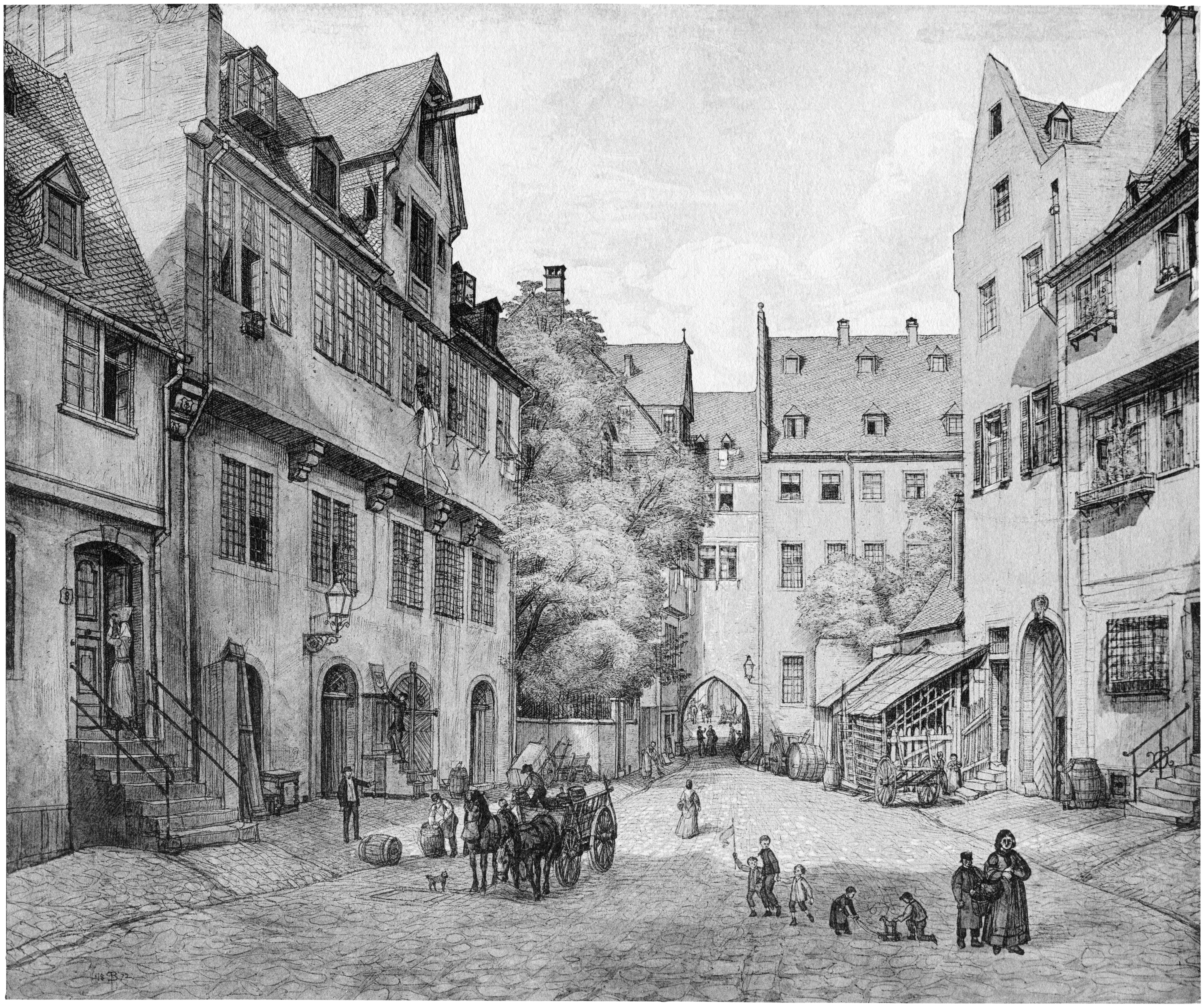
Innenansicht des Arnsburger Hofes, 1872

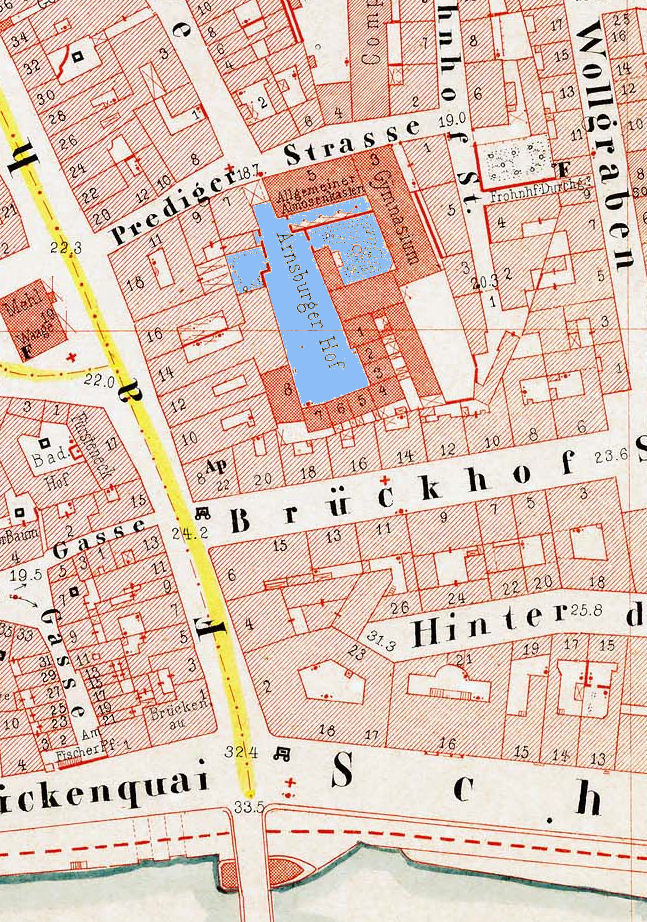
Der Arnsburger Hof auf dem Ravensteinplan von 1861

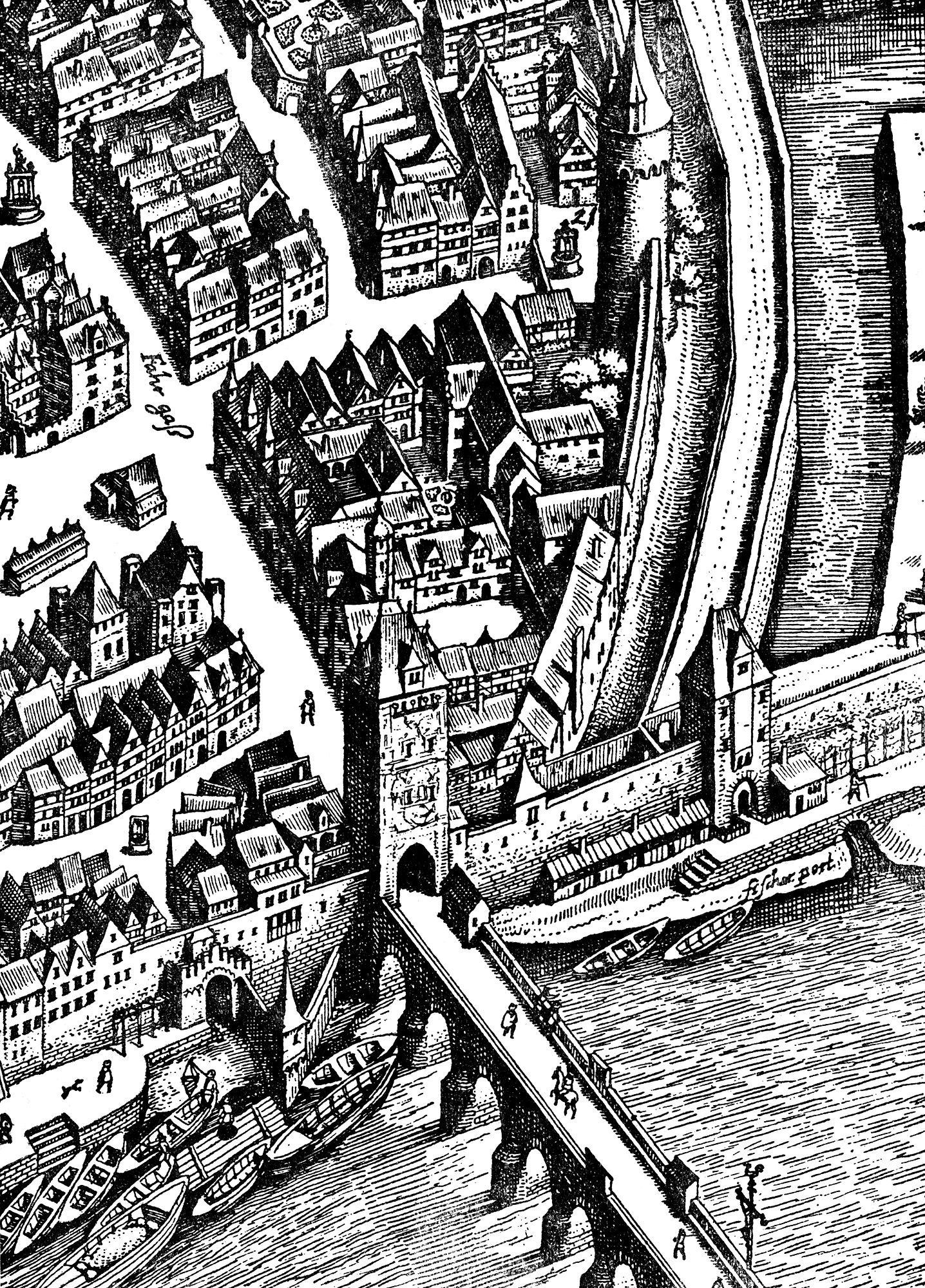
Das Gelände auf dem Merianplan von 1628

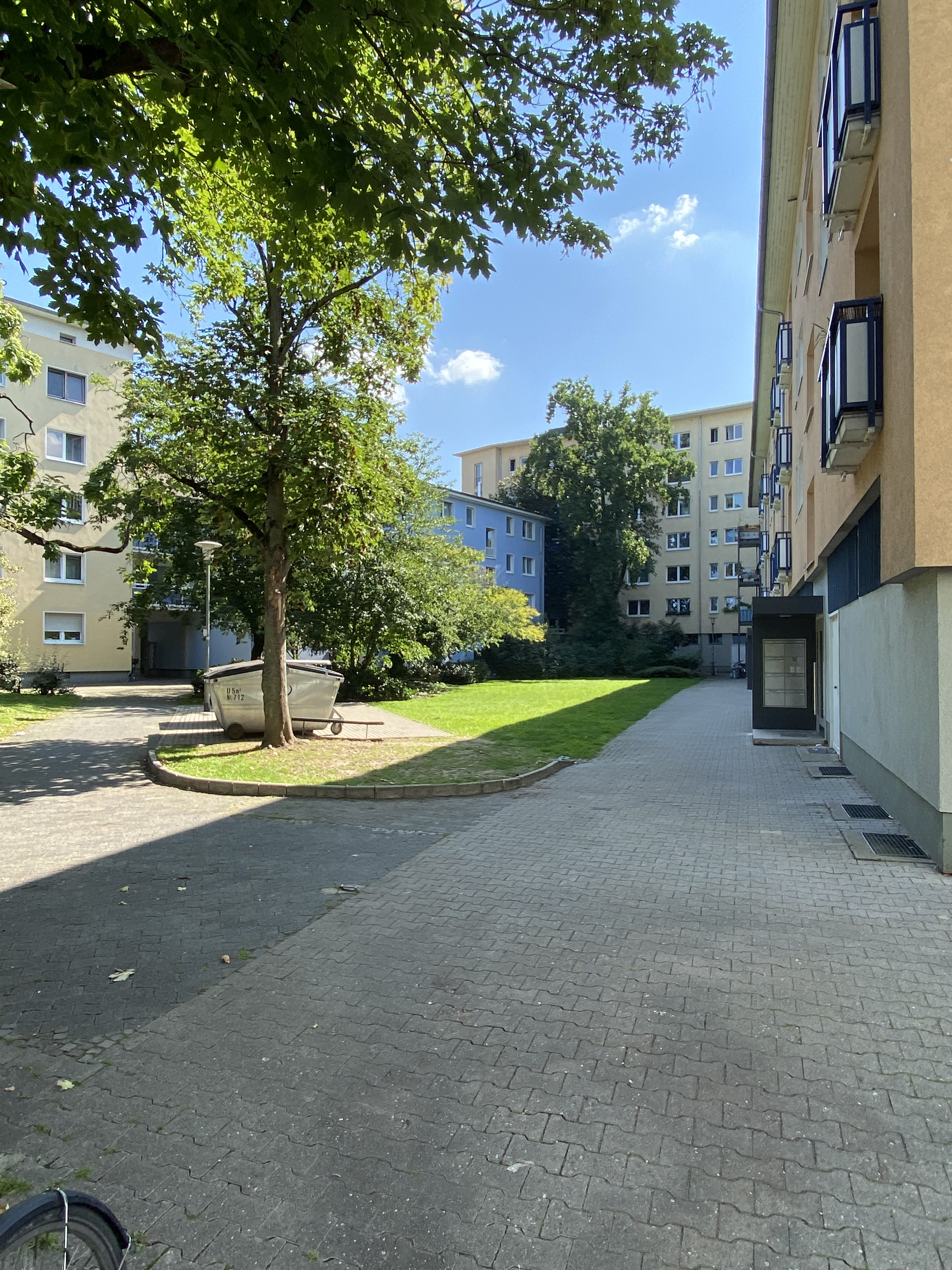
Blick nach Südosten von der früheren Predigerstraße in Richtung des mit Nachkriegsarchitektur überbauten Arnsburger Hofes

Der Arnsburger Hof war ein Wirtschaftsbetrieb (Grangie) der Zisterzienserabtei Arnsburg in der Altstadt von Frankfurt am Main. Er entstand in der ersten Hälfte des 13. Jahrhunderts auf einem Grundstück, das durch Schenkungen in den Besitz des Klosters gelangt war, und blieb auch nach der Einführung der Reformation in Frankfurt 1533 eine katholische Enklave in der Stadt. 1803 fiel der Arnsburger Hof durch die Säkularisation an die Stadt, die ihn für verschiedene soziale Einrichtungen und als Schulgebäude nutzte. Von 1837 bis 1876 befand sich hier das Städtische Gymnasium.
Der Arnsburger Hof brannte 1944 bei den Luftangriffen auf Frankfurt am Main aus. Die Ruinen wurden 1953/54 beseitigt und mit der Kurt-Schumacher-Straße überbaut.

## Lage und Umgebung
Der Arnsburger Hof lag südlich der Predigergasse, die in Höhe des Garküchenplatzes von der Fahrgasse abzweigte. Diese wichtige Nord-Süd-Verbindung in der östlichen Altstadt führte von der Bornheimer Pforte an der Konstablerwache zur Alten Brücke. Im südlichen Bereich der Fahrgasse lagen bedeutende Bauten wie das Haus Fürsteneck und die Mehlwaage, das Frankfurter Schuldgefängnis. Im Vergleich zu dieser Hauptstraße Frankfurts war die Predigergasse eine ruhige Seitenstraße. Sie trug ihren Namen nach dem an ihrem nördlich gelegenen Dominikanerkloster. Am südlichen Arm der Gasse lag nach Süden hin, durch ein Torgebäude abgetrennt, der Arnsburger Hof, auf der gegenüberliegenden nördlichen Straßenseite der Kompostellhof.
Der Arnsburger Hof wurde von mehreren seit dem Mittelalter entstandenen Gebäuden gesäumt, darunter das 1717 erbaute barocke Haupthaus, der Kartäuserhof des Mainzer Kartäuserklosters und seit 1616 die Vikariehäuser, der Fronhof des Bartholomäusstiftes. Südlich des Arnsburger Hofes schloss sich der direkt an der Brücke gelegene Brückhof an.

## Geschichte
Das 1174 gestiftete Zisterzienserkloster Arnsburg erhielt 1223 durch eine Schenkung des Frankfurter Bürgers Baldemar ein Grundstück innerhalb der Frankfurter Stadtmauer, dem bald weitere folgten. Auf dem Gelände richteten die Mönche einen Wirtschaftshof (Grangie) ein. Der städtische Besitz gab den Ordensleuten das Frankfurter Bürgerrecht und erlaubte ihnen die Teilnahme am politischen und wirtschaftlichen Leben der Stadt. Wie andere bedeutende Klöster nutzten sie ihre Frankfurter Niederlassung, um ihre Erzeugnisse zu verkaufen oder ihren eigenen Bedarf zu decken. Auch Verwaltungsaufgaben für den Orden übernahm der Arnsburger Hof, wo für den Abt des Klosters stets eine Stube freigehalten wurde.
Zum Hof gehörte die Jakobskapelle, die auch von den Pilgern nach Santiago de Compostela genutzt wurde. Der gegenüberliegende Compostellhof diente ihnen als Herberge auf dem Jakobsweg.
1533 verbot der Frankfurter Rat auf Drängen der Bürger die heilige Messe und führte damit die Reformation ein. Die Niederlassungen der katholischen Orden blieben jedoch unangetastet, auch der Arnsburger Hof. Sie bildeten fortan katholische Enklaven in der lutherisch gewordenen Freien Reichsstadt.
1715 ließ der Orden seine alten Gebäude abreißen und durch den Arnsburger Pater Bernhard Kirn einen Neubau aufführen. Kirn erbaute zur selben Zeit auch den Bernusbau im Saalhof.
Bei der Säkularisation 1803 fiel der Arnsburger Hof an die Stadt Frankfurt. Sie richtete in den heruntergekommenen Gebäuden 1837 das Städtische Gymnasium ein, weil dessen ursprüngliches Domizil, das ehemalige Barfüßerkloster, dem Neubau der Börse am Paulsplatz weichen musste. Die dunklen Klosterräume waren für den Schulbetrieb kaum geeignet, zumal die Frankfurter Bevölkerung zunahm und deshalb auch die Schülerzahlen stiegen. Trotz der beengten Verhältnisse gelang es der Freien Stadt Frankfurt, bedeutende Gelehrte wie die Altphilologen Johannes Classen und Tycho Mommsen und die Historiker Theodor Creizenach und Johannes Janssen für das Gymnasium zu gewinnen.
1876 verlegte die Stadt das Gymnasium endlich an einen geeigneteren Ort in der Junghofstraße. Im Arnsburger Hof zog eine städtische Volksschule ein und die Verwaltung des Allgemeinen Almosenkastens. Die den Hof umgebenden kleineren Häuser wurden überwiegend von Handwerkern bewohnt, das Haus Nr. 8, ein barockes Fachwerkhaus, beherbergte die städtische Suppenanstalt.
Bei den Luftangriffen im März 1944 wurde auch der Arnsburger Hof getroffen. Sämtliche Häuser brannten aus. Die zur Predigergasse weisende barocke Fassade blieb zunächst stehen, doch wurden ihre Ruinen 1953/54 beseitigt, weil man über das Gelände eine neue Nord-Süd-Achse, die Kurt-Schumacher-Straße von der Konstablerwache zur Alten Brücke schlug. Heute erinnert im Stadtbild nichts mehr an den Arnsburger Hof.